# Émile Blavier
Pour les articles homonymes, voir Blavier.
Émile Marie Hubert Blavier, né à Saint-Trond le 11 mai 1884 et décédé en août 1946 à Molenbeek-Saint-Jean, est un homme politique flamand, membre du parti catholique.
Il fut enseignant (philologie germanique) à l'Athénée d'Hasselt, conseiller communal et échevin de Saint-Trond (1921-34). Il fut élu député de l'arrondissement de Hasselt-Saint-Trond (20 novembre 1921 - 17 février 46), puis devint sénateur (17 février 1946 - 10 août 1946).

## Sources
- 1918-1940: Middenstandsbeweging en beleid in Belgie, Peter Heyman, Univ.Pers, Leuven, 1998